# ورنس، وین
ورنس، وین (به فرانسوی: Varennes, Vienne) یک کمون در فرانسه است که در Canton of Mirebeau واقع شده‌است.

## خصوصیات
ورنس ۱۲٫۸۰ کیلومترمربع مساحت و ۳۶۴ نفر جمعیت دارد و ۹۶ متر بالاتر از سطح دریا واقع شده‌است.